# Piarres Lafitte
Piarres Lafitte Ithurralde (Luhuso, Lapurdi, 21 de maig de 1901 - Baiona, Lapurdi, 23 de febrer de 1985) fou un sacerdot i escriptor basc en euskera conegut pels seus estudis sobre la literatura en euskera, especialment la popular. Va ser fundador i director de les revistes Herria (1944) i Aitzina. Va ser precursor del primer grup vinculat al nacionalisme basc a Iparralde, anomenat eskualerriste.

## Treballs

### Narrativa
- Historio-misterio edo etherazainaren ipui hautatuak (1990, Publicació Herri-Egan)

### Assaig
- Koblakarien legea (1935, Gure Herria)
- Mende huntako euskaldun idazleen Pentsa-bideak (1974, Gure Herria)
- Pierre Topet-Etxahun (1970, Editions Herria)

### Antologia
- Euskadunen Loretegia. XVI-garren mendetik hunateko liburuetatik bildua. Lehen zatia (1645-1800) (1931, Lasserre)

### Teatre
- Hil biziaren ordenua (1963, Herria)
- Santcho Azkarra (1954, Ed. Herria)

### Bertsos
- Mañex Etchamendi bertsularia (1972, Auspoa)
- Murtuts eta bertze... (artho churitzeko zonbait ichorio chahar) (1945, Aintzina)

### Col·lecció
- Kazetari lan hautatuak (2002, Elkar)